# Liste der Biografien/Seg
Liste der Biografien |
Portal Biografien |
Personensuche
# |
A |
B |
C |
D |
E |
F |
G |
H |
I |
J |
K |
L |
M |
N |
O |
P |
Q |
R |
S |
T |
U |
V |
W |
X |
Y |
Z |
?
 
Sa |
Sb |
Sc |
Sd |
Se |
Sf |
Sg |
Sh |
Si |
Sj |
Sk |
Sl |
Sm |
Sn |
So |
Sp |
Sq |
Sr |
Ss |
St |
Su |
Sv |
Sw |
Sy |
Sz
 
Sea |
Seb |
Sec |
Sed |
See |
Sef |
Seg |
Seh |
Sei |
Sej |
Sek |
Sel |
Sem |
Sen |
Seo |
Sep |
Seq |
Ser |
Ses |
Set |
Seu |
Sev |
Sew |
Sex |
Sey |
Sez
Die Liste der Biografien führt alle Personen auf, die in der deutschsprachigen Wikipedia einen Artikel haben. Dieses ist eine Teilliste mit 398 Einträgen von Personen, deren Namen mit den Buchstaben „Seg“ beginnt.

## Seg

### Sega
- Sega, Filippo (1537–1596), Bischof und Kardinal
- Sega, Ronald M. (* 1952), US-amerikanischer Astronaut
- Segaar, Carolus (1724–1803), niederländischer Philologe und reformierter Theologe
- Segadães, Paulo, portugiesischer Fotograf, Kameramann und Schlagzeuger
- Segaert, Alec (* 2003), belgischer Radrennfahrer
- Segal, Abe (1930–2016), südafrikanischer Tennisspieler
- Segal, Anna (* 1986), australische Freestyle-Skisportlerin
- Segal, Arthur (1875–1944), rumänisch-jüdischer Maler
- Segal, Ben, britisch-schweizerischer Internetpionier
- Segal, Brandon (* 1983), kanadischer Eishockeyspieler
- Segal, Bruce A. (* 1959), US-amerikanischer Amateurastronom
- Segal, Charles (1936–2002), US-amerikanischer Klassischer Philologe
- Segal, Dan (* 1947), britischer Mathematiker und Hochschullehrer
- Segal, Danya (* 1958), britische Blockflötistin und Musikproduzentin
- Segal, David (* 1937), britischer Sprinter
- Segal, David R. (* 1941), US-amerikanischer Militärsoziologe
- Segal, Emily (* 1988), US-amerikanische Künstlerin, Autorin und Kreativdirektorin
- Segal, Erich (1937–2010), US-amerikanischer Literaturwissenschaftler, Bestseller- und DrehbuchautorErich Segal (1937–2010)

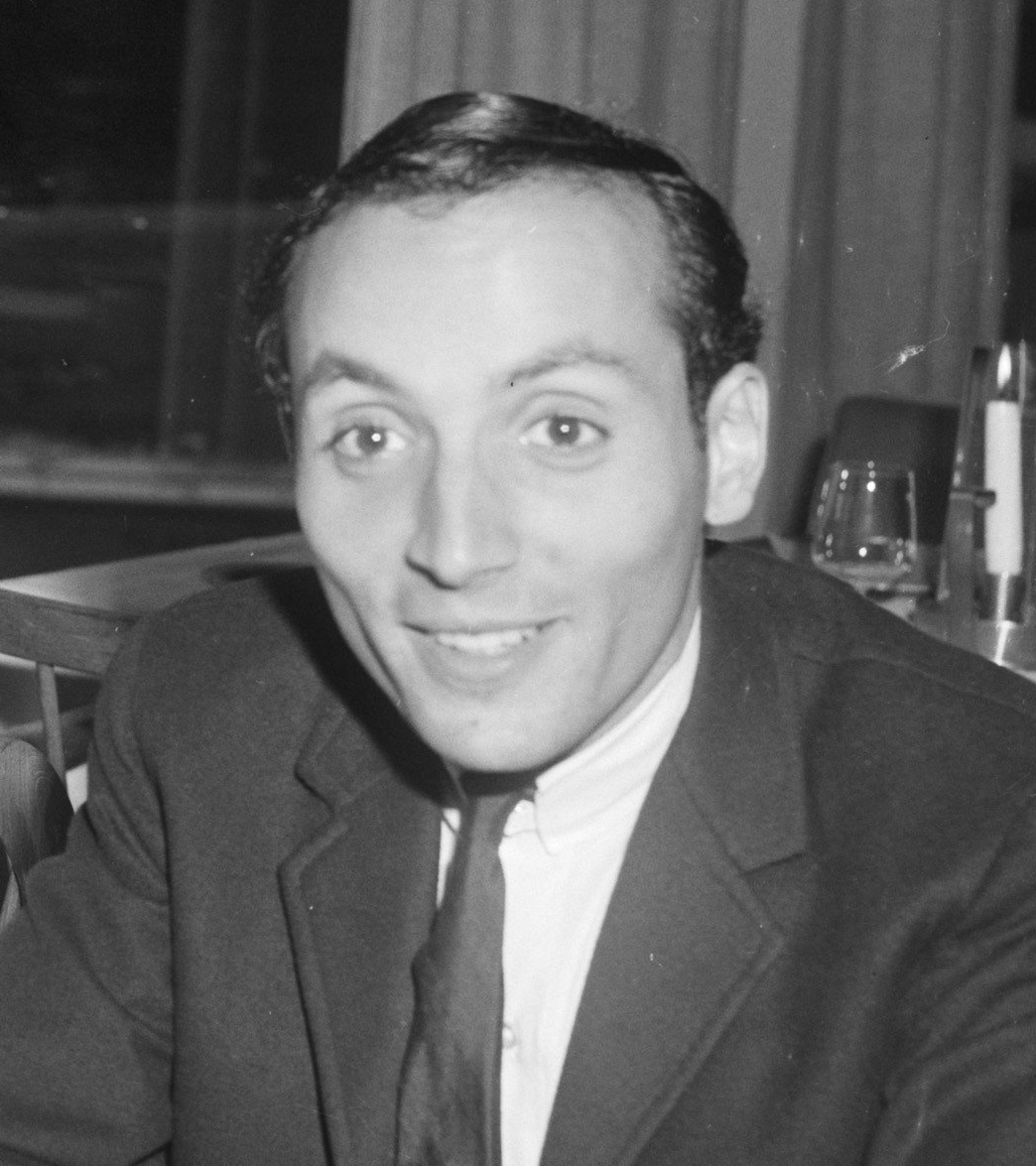
Erich Segal (1937–2010)

- Segal, Esther (1895–1974), kanadische Schriftstellerin des Jiddischen
- Segal, Francesca (* 1980), US-amerikanisch-britische Journalistin und Schriftstellerin
- Segal, George (1924–2000), US-amerikanischer Künstler
- Segal, George (1934–2021), US-amerikanischer Schauspieler
- Ségal, Gilles (1929–2014), französischer Schauspieler
- Segal, Gordon, Gründer und ehemaliger CEO der nordamerikanischen Einrichtungskette und Versandhandels Crate&Barrel
- Segal, Graeme (* 1941), britischer Mathematiker
- Segal, Hanna (1918–2011), britische Psychoanalytikerin
- Segal, Irving (1918–1998), US-amerikanischer Mathematiker
- Segal, Jacob Isaac (1896–1954), kanadischer Schriftsteller
- Segal, Jakob (1911–1995), deutscher Biologe und Leiter des Instituts für Allg. Biologie an der Humboldt-Universität in Berlin, inoffizieller Mitarbeiter der DDR-Staatssicherheit
- Segal, Jeff (* 1985), US-amerikanischer Autorennfahrer
- Segal, Jérôme (* 1970), französisch-österreichischer Essayist und Historiker
- Segal, Jerry (1931–1974), amerikanischer Jazz-Schlagzeuger
- Segal, Joe (1926–2020), US-amerikanischer Jazz-Veranstalter
- Segal, Kalman (1917–1980), polnisch-israelischer Schriftsteller, Dichter und Radiojournalist
- Segal, Lore (1928–2024), US-amerikanische Autorin und Hochschullehrerin
- Segal, Misha (* 1943), israelischer Komponist
- Segal, Peter (* 1962), US-amerikanischer FilmregisseurPeter Segal (* 1962)

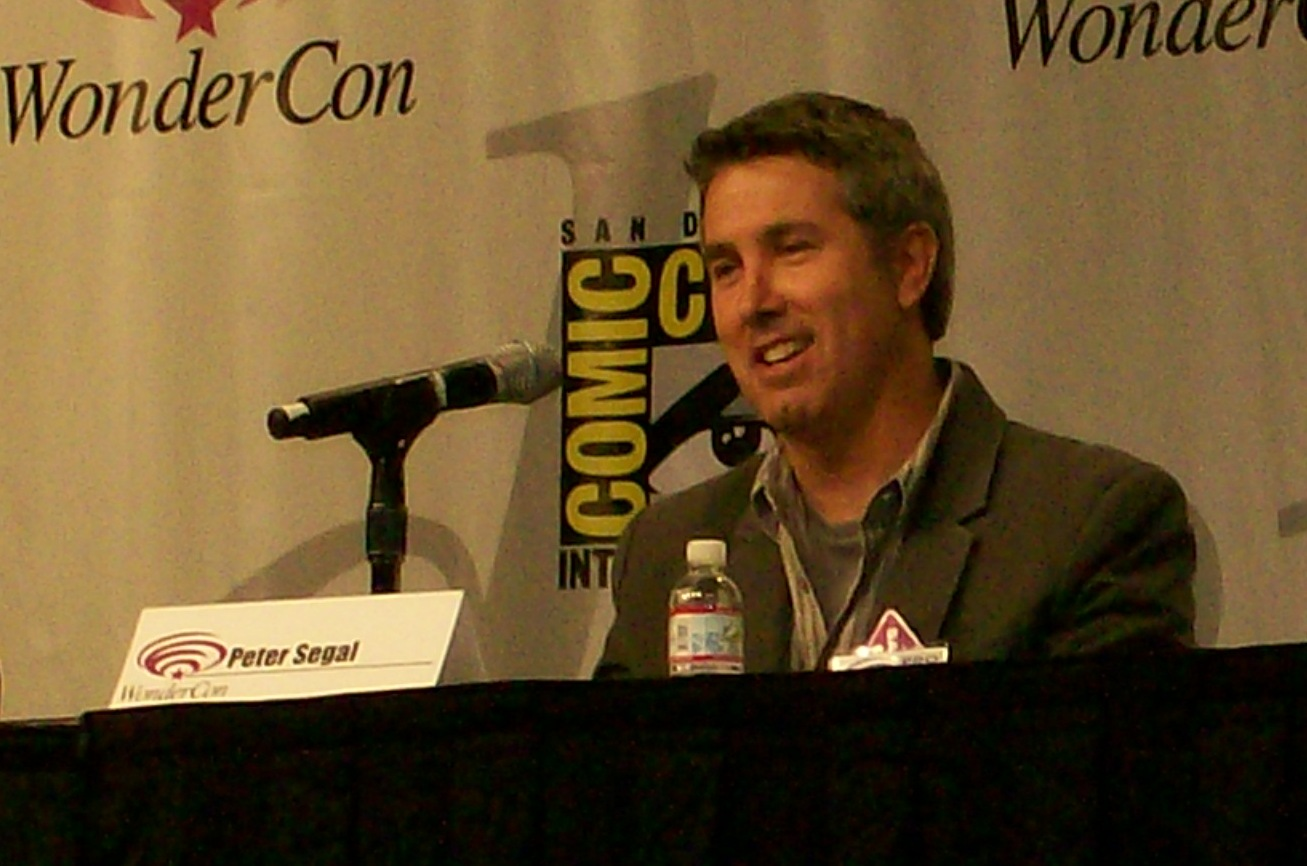
Peter Segal (* 1962)

- Segal, Raz, israelischer Historiker
- Segal, Ron (* 1980), israelischer Filmemacher und Schriftsteller
- Segal, Samuel, Baron Segal (1902–1985), britischer Politiker und Mediziner
- Segal, Sanford L. (1937–2010), US-amerikanischer Mathematiker und Wissenschaftshistoriker
- Segal, Simon (1898–1969), französischer Maler
- Segal, Uri (* 1944), israelischer Dirigent
- Ségal, Vincent (* 1967), französischer Musiker (Cello)
- Segal, Walter (1907–1985), britischer Architekt
- Segal, Zohra (1912–2014), indische Tänzerin, Bühnen- und Filmschauspielerin
- Segala, Giovanni (1662–1717), italienischer Maler
- Segalen, Victor (1878–1919), französischer Schriftsteller, Arzt, Ethnologe und Archäologe
- Segales, Marcelo (* 1980), uruguayischer Fußballspieler
- Segall, Bernardo (1911–1993), US-amerikanischer Pianist und Filmkomponist
- Segall, Berta (1902–1976), deutsche Kunsthistorikerin und Kunsthistorikerin
- Segall, Harry (1892–1975), US-amerikanischer Drehbuchautor und Schriftsteller
- Segall, Inge (1930–2020), deutsche Politikerin (FDP), MdB
- Segall, Jacob (1883–1959), deutscher Statistiker und Arzt
- Segall, Jenny Klabin (1899–1967), brasilianische jüdische Schriftstellerin, Übersetzerin, Pianistin
- Segall, Lasar (1891–1957), brasilianischer Maler, Grafiker und Bildhauer
- Segall, Ty (* 1987), US-amerikanischer Musiker und Songwriter
- Segaloff, Steven (* 1970), US-amerikanischer Ruderer
- Segałowicz, Klara (1897–1943), Schauspielerin
- Segalowitsch, Ilja Walentinowitsch (1964–2013), russischer Informatiker und Unternehmer
- Segan, Noah (* 1983), US-amerikanischer SchauspielerNoah Segan (* 1983)

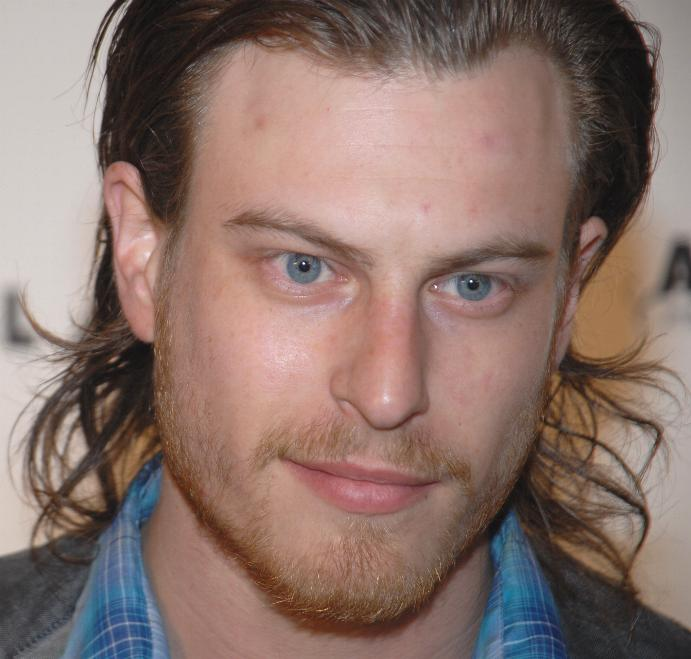
Noah Segan (* 1983)

- Seganti, Paolo (* 1965), italienischer Schauspieler
- Segantini, Giovanni (1858–1899), italienischer Maler des SymbolismusGiovanni Segantini (1858–1899)

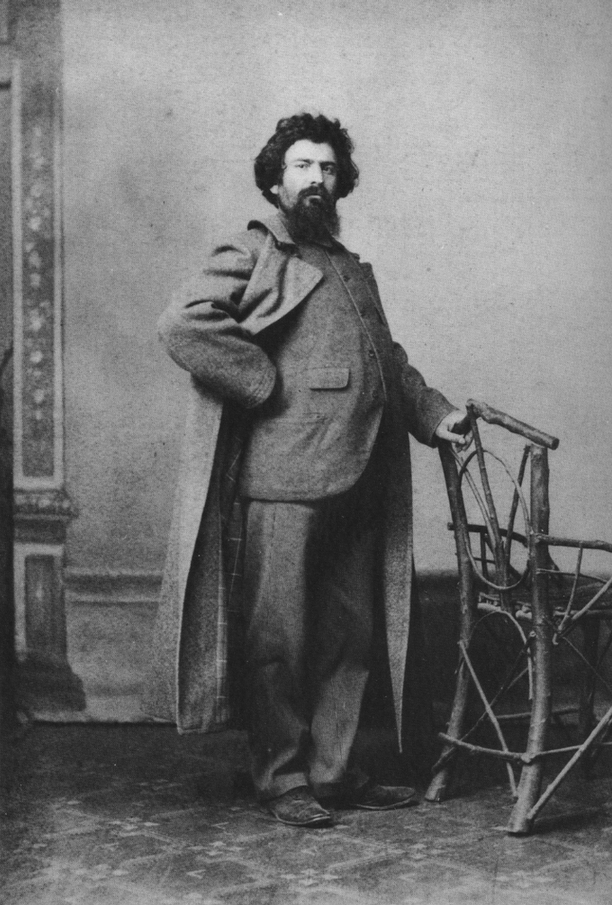
Giovanni Segantini (1858–1899)

- Segantini, Gottardo (1882–1974), Schweizer Künstler und Autor
- Segantini, Pietro (1940–1995), Schweizer Alpinist, Sportmediziner und Funktionär
- Segar, Elzie (1894–1938), US-amerikanischer Comic-Zeichner und der Erfinder der Figur des Popeye
- Segar, Joseph (1804–1880), US-amerikanischer Politiker
- Segar, Raja (* 1951), sri-lankischer Maler und Bildhauer
- Ségara, Hélène (* 1971), französische Popsängerin
- Segărceanu, Florin (* 1961), rumänischer Tennisspieler
- Ségard, Norbert (1922–1981), französischer Politiker, Mitglied der Nationalversammlung und Minister
- Segarelli, Gerardo († 1300), parmesanischer Bußprediger und Sektenführer
- Segarra i Malla, Ireneu (1917–2005), katalanischer Benediktiner, Kirchenmusiker, Chorleiter und Komponist
- Segarra, Araceli (* 1970), spanische Extrembergsteigerin
- Segarra, Joan (1927–2008), spanischer Fußballspieler
- Segarra, Josh (* 1986), US-amerikanischer Schauspieler
- Segarra, Nino (* 1954), puerto-ricanischer Musiker
- Segat, Francesca (* 1983), italienische Schwimmerin
- Segat, Gabriel (* 1997), deutscher E-Sportler
- Segato, Guglielmo (1906–1979), italienischer Radrennfahrer
- Segato, Rita Laura (* 1951), feministische Anthropologin
- Segatori, Agostina (1841–1910), italienisches Modell verschiedener Künstler und Caféhausbesitzerin Paris
- Segatori, Fortunata, italienisches Malermodell
- Segatori, Simone, deutscher Tanzsportler
- Segawa, Kazuki (* 1990), japanischer Fußballspieler
- Segawa, Makoto (* 1974), japanischer Fußballspieler
- Segawa, Yūsuke (* 1994), japanischer Fußballspieler

### Segb
- Sègbè, Désiré (* 1993), beninischer Fußballspieler
- Segbefia, Prince (* 1991), togoischer Fußballspieler
- Segbers, Franz (* 1949), deutscher altkatholischer Theologe
- Segbers, Klaus (* 1954), deutscher Politikwissenschaftler

### Segd
- Segda, Władysław (1895–1994), polnischer Fechter

### Sege
- Segebade, Insa (* 1969), deutsche Schriftstellerin und Journalistin
- Segebarth, Johann (1833–1919), deutscher Seemann, Heimatdichter und Kommunalpolitiker
- Segeberg, Arnold († 1506), deutscher Rechtswissenschaftler
- Segeberg, Bertold († 1460), Dekan der Artistenfakultät in Greifswald
- Segeberg, Harro (1942–2015), deutscher Germanist
- Segeberg, Johann († 1464), Kaufmann und Ratsherr der Hansestadt Lübeck
- Segebrecht, Albert (1876–1945), deutscher Musiker, Kapellmeister und Dirigent
- Segebrecht, Claas, deutscher Pokerspieler
- Segebrecht, Dietrich (1934–2003), deutscher Buchhändler, Bibliothekar, Journalist und Autor
- Segebrecht, Wulf (* 1935), deutscher Germanist
- Segebrock, Karl (1872–1896), deutsch-baltischer Missionar und evangelischer Märtyrer
- Segeč, Andrej (* 1994), slowakischer Skilangläufer
- Segedi, Joakim (1904–2004), kroatischer Geistlicher, Weihbischof in Križevci
- Šegedin, Petar (1909–1998), jugoslawischer Schriftsteller
- Šegedin, Petar (1926–1994), jugoslawischer Hindernisläufer
- Segel, Binjamin (1866–1931), galizischer Autor, Journalist und Ethnologe
- Segel, Jakow (1923–1995), sowjetischer Filmautor und -regisseur
- Segel, Jason (* 1980), US-amerikanischer SchauspielerJason Segel (* 1980)

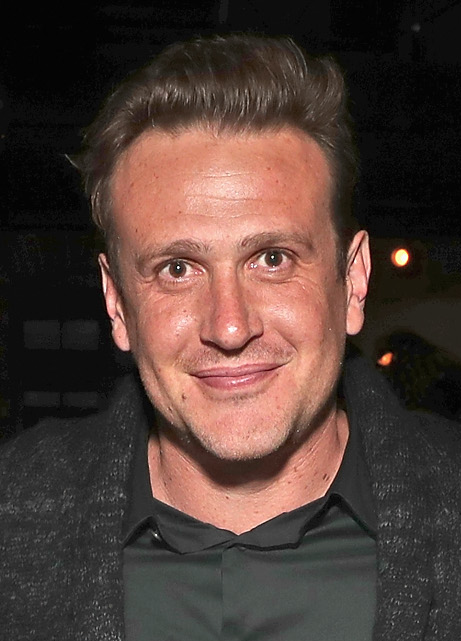
Jason Segel (* 1980)

- Segel, Lee (1932–2005), US-amerikanischer Mathematiker
- Segel, Robert Wolfgang (* 1984), deutscher Schriftsteller und Lehrer
- Segelbach, Christian Friedrich (1763–1842), deutscher Philosoph, Theologe und Naturforscher
- Segelbacher, Karl (* 1935), deutscher Fußballspieler
- Segelken, Elisabeth (1888–1965), deutsche Pädagogin und Schriftstellerin
- Segelken, Hans (1897–1982), deutscher Ministerialbeamter und Reichsgerichtsrat
- Segelström, Inger (* 1952), schwedische Politikerin, Mitglied des Riksdag und MdEP
- Segenreich, Ben (* 1952), österreichisch-israelischer Journalist
- Segenschmid, Cunrat († 1489), Schriftsteller des späten Mittelalters und Seelsorger
- Seger, Adolf (* 1945), deutscher Ringer
- Seger, Andreas (* 1962), deutscher Komponist, Autor und Musikredakteur
- Seger, Bertram (1929–1978), Liechtensteiner Radrennfahrer
- Seger, Bob (* 1945), US-amerikanischer RockmusikerBob Seger (* 1945)

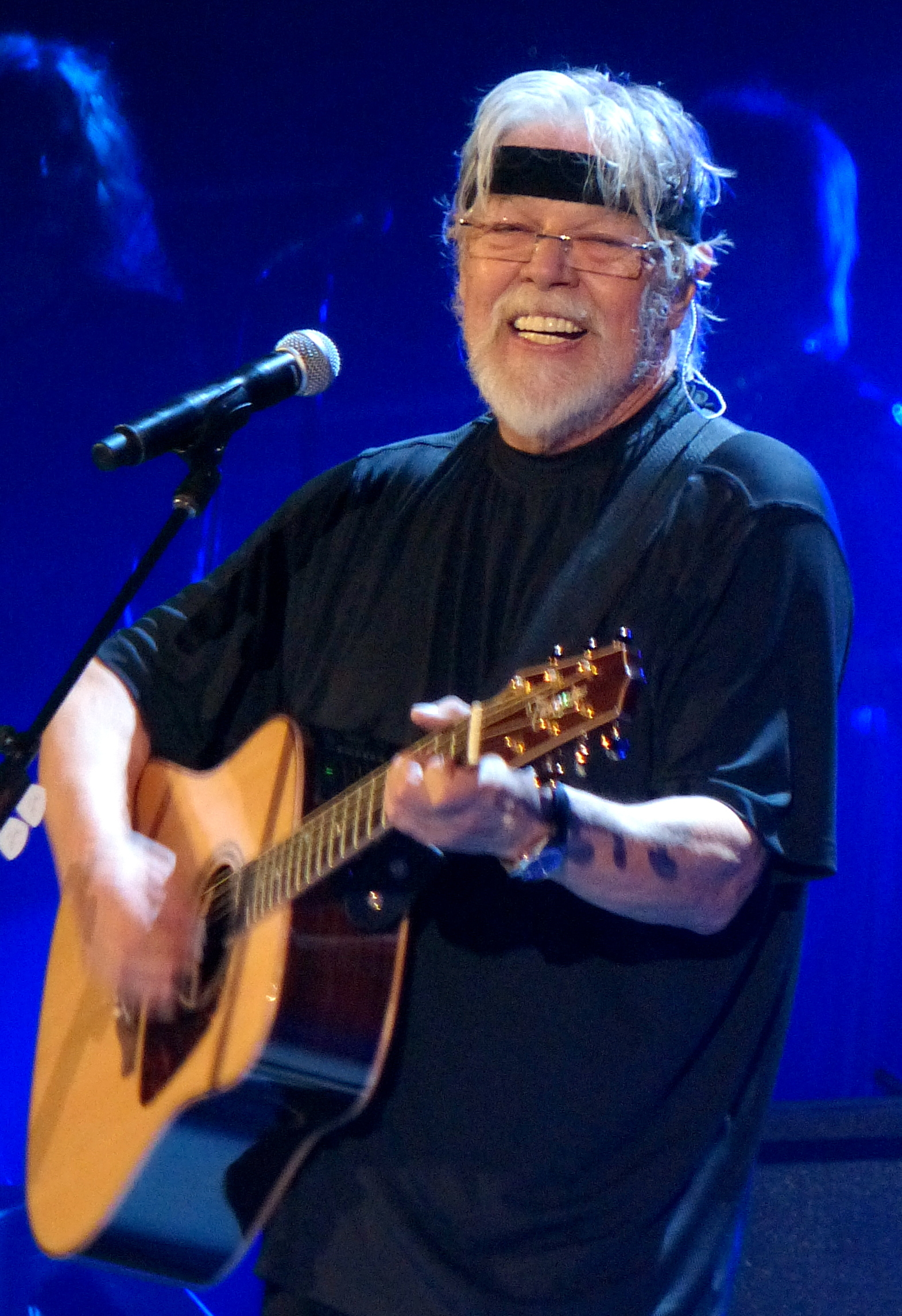
Bob Seger (* 1945)

- Seger, Brodie (* 1995), kanadischer Skirennläufer
- Seger, Caroline (* 1985), schwedische Fußballspielerin
- Seger, Daniel F. (* 1977), liechtensteinischer Politiker (FBP)
- Seger, Ernst (1868–1939), deutscher Bildhauer und Medailleur
- Seger, Friedrich (1867–1928), deutscher Politiker (SPD, USPD), MdR und Journalist
- Seger, George N. (1866–1940), US-amerikanischer Politiker
- Seger, Gerhart (1896–1967), deutschamerikanischer sozialdemokratischer Politiker (USPD, SPD), MdR und Publizist
- Seger, Hans (1864–1943), deutscher Prähistoriker
- Seger, Hermann August (1839–1893), deutscher Chemiker
- Seger, Imogen (1915–1995), deutschamerikanische Soziologin und Journalistin
- Seger, Jakob († 1456), Priester und Offizial in Köln
- Seger, Johann (1582–1637), Rektor der Stadtschule in Wittenberg
- Seger, Johann Christoph Samuel (1739–1792), deutscher Theologe
- Seger, Johann Gottlieb (1735–1786), deutscher Rechtswissenschaftler
- Seger, Josef, Liechtensteiner Zehnkämpfer
- Seger, Josef (1716–1782), böhmischer Komponist, Vertreter der Altböhmischen Schule
- Seger, Julius (1876–1944), böhmisch-deutscher Theaterschauspieler
- Seger, Martin (* 1940), österreichischer Geograph
- Seger, Martin (* 1976), liechtensteinischer Unternehmer und Politiker (DpL)
- Seger, Mathias (* 1977), Schweizer EishockeyspielerMathias Seger (* 1977)

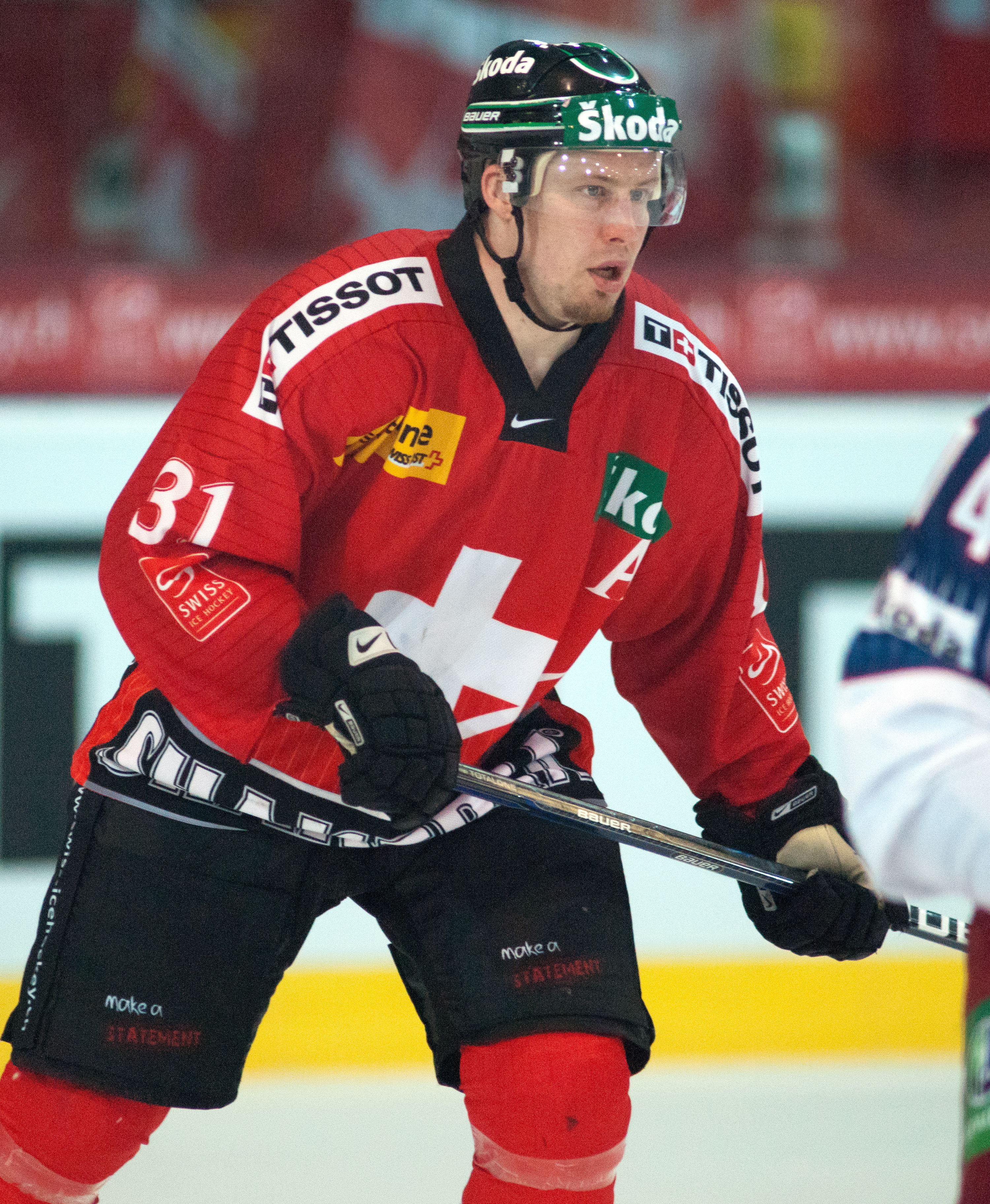
Mathias Seger (* 1977)

- Seger, Oskar (* 1990), Schweizer Politiker (FDP)
- Seger, Paul (* 1958), Schweizer Diplomat, Jurist und Völkerrechtler
- Seger, Riley (* 1997), kanadischer Skirennläufer
- Seger, Rüdiger (* 1968), deutscher Schachspieler
- Seger, Shea (* 1979), US-amerikanische Sängerin
- Segerberg, Ulrika (* 1976), schwedische Künstlerin
- Segercrantz, Mårten (1941–2018), finnischer Badmintonspieler
- Segers, Adrien (1876–1950), belgischer Maler der École de Rouen
- Segers, Gert-Jan (* 1969), niederländischer Politiker
- Segers, Guido, belgischer Trompeter
- Segers, Henri (1921–1983), belgischer Jazz- und Unterhaltungsmusiker (Piano, Orchesterleitung)
- Segers, Jan (1929–2024), belgischer Komponist, Dirigent, Musiker und Redakteur
- Segers, Noël (* 1959), belgischer Radrennfahrer
- Segers, Paul (1870–1946), belgischer Politiker
- Segers, Paul-Willem (1900–1983), belgischer Politiker
- Segers-Glocke, Christiane (* 1947), deutsche Denkmalpflegerin
- Segersäll, Alf (* 1956), schwedischer Radrennfahrer
- Segerseni, altägyptischer König der 11. Dynastie
- Segerstam, Leif (1944–2024), finnischer Komponist und DirigentLeif Segerstam (1944–2024)

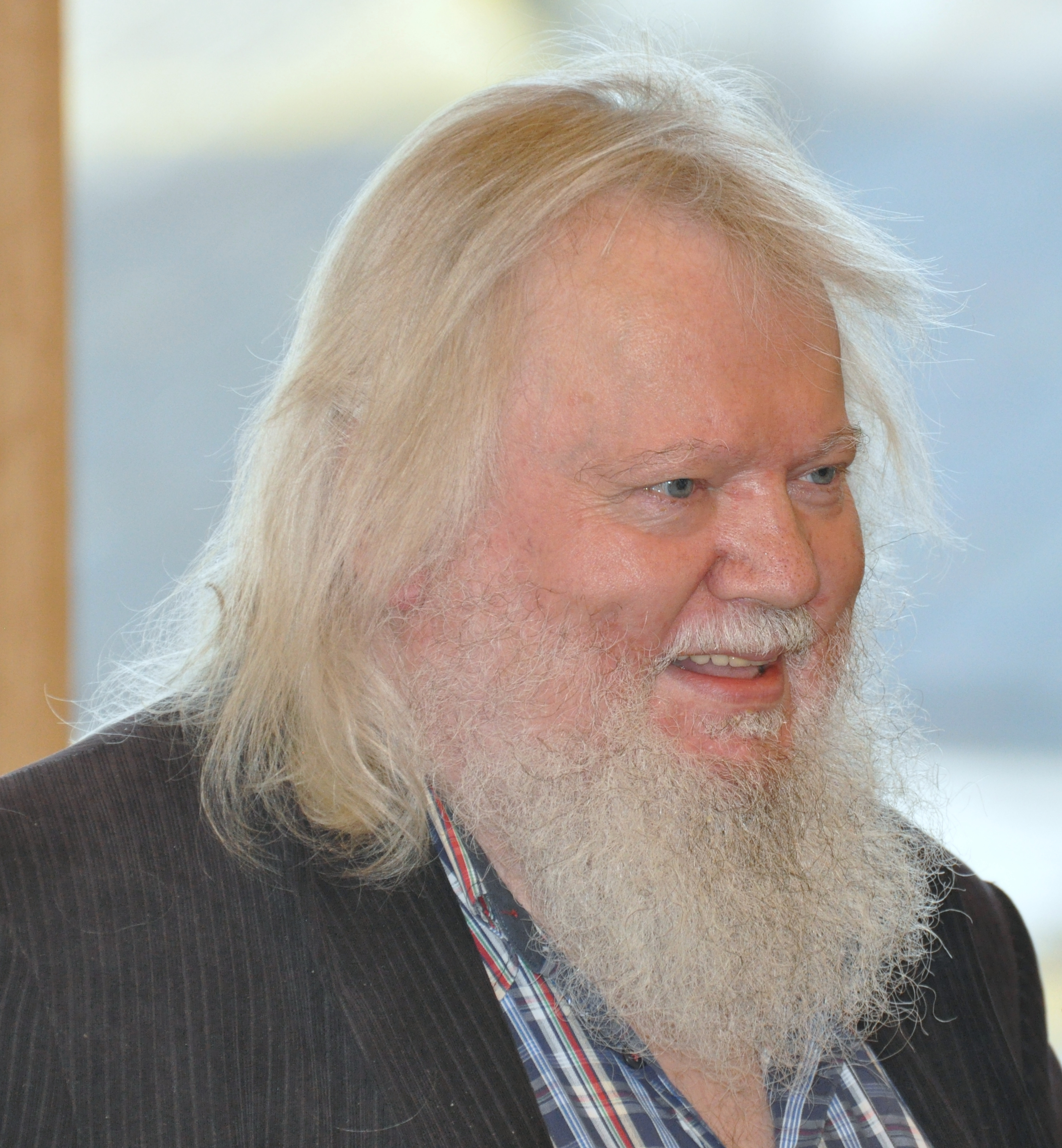
Leif Segerstam (1944–2024)

- Segerstedt, Erik (* 1983), schwedischer Popsänger und Songwriter
- Segerstedt, Torgny Karl (1876–1945), schwedischer Religionswissenschaftler und Hochschullehrer
- Segerstedt, Torgny T:son (1908–1999), schwedischer Philosoph und Soziologe
- Segerstedt-Wiberg, Ingrid (1911–2010), schwedische Journalistin, Politikerin (Folkpartiet, später Liberalerna) und Menschenrechts‑ und Friedensaktivistin
- Segerstrom, Henry (1923–2015), US-amerikanischer Unternehmer und Philanthrop
- Segerström, Pontus (1981–2014), schwedischer Fußballspieler
- Segerström, Stina (* 1982), schwedische Fußballspielerin
- Segert, Alexander (* 1963), deutsch-schweizerischer PR-Fachmann und Lokalpolitiker (SVP)
- Segert, Dieter (* 1952), deutscher Politikwissenschafter und Hochschullehrer
- Segessenmann, Adrian (* 1979), Schweizer Rechtsextremist
- Segesser von Brunegg, Albrecht († 1605), Schweizer Ratsherr und Offizier
- Segesser von Brunegg, Beat Jakob (1582–1635), bischöflich-konstanzischer Obervogt zu Klingnau und Arbon
- Segesser von Brunegg, Bernhard († 1565), Luzerner Patrizier und Ministeriale
- Segesser von Brunegg, Franciscus (1587–1626), Schweizer Offizier und ernannter Kommandant der Päpstlichen Schweizergarde
- Segesser von Brunegg, Franz Christoph (1742–1812), bayerischer Hofbeamter
- Segesser von Brunegg, Franz Josef (1717–1792), bayerischer Hofbeamter und Schlossbesitzer
- Segesser von Brunegg, Franz von (1854–1936), Schweizer römisch-katholischer Geistlicher und Pädagoge
- Segesser von Brunegg, Hans Albrecht († 1611), Schweizer Ratsherr und Offizier der päpstlichen Schweizergarde
- Segesser von Brunegg, Hans Kaspar (1716–1776), deutsch-schweizerischer Jesuit
- Segesser von Brunegg, Johann Jakob (1589–1618), Schweizer Malteserritter und Schweizergardist
- Segesser von Brunegg, Jost († 1592), Kommandant der Schweizergarde
- Segesser von Brunegg, Kaspar Jakob (1663–1730), fürstbischöflich-eichstättischer Hofbeamter, Gerichts- und Schlossherr im Thurgau
- Segesser von Brunegg, Maria Franziska Hortensia (1723–1793), Schweizer Äbtissin
- Segesser von Brunegg, Stephan Alexander (1570–1629), Kommandant der päpstlichen Schweizergarde
- Segesser von Brunegg, Xaver von (1814–1874), Schweizer Architekt und Hotelier
- Segesser, Agnes von (1884–1964), Schweizer Schriftstellerin aus dem Kanton Luzern
- Segesser, Anna von (1887–1973), Schweizer Krankenschwester und Redaktorin
- Segesser, Daniel Marc (* 1967), schweizerischer Historiker
- Segesser, Heinrich Viktor von (1843–1900), Schweizer Architekt und Restaurator
- Segesser, Philipp Anton von (1817–1888), Schweizer Politiker und Historiker
- Segestes, germanischer Fürst
- Segev, Gonen (* 1956), deutsch-israelischer Arzt, Energieminister Israels (1995–1996)
- Segev, Inbal, US-amerikanische Cellistin
- Segev, Mordechai, israelischer Physiker
- Segev, Tal (* 1973), israelischer Sänger
- Segev, Tom (* 1945), israelischer Historiker und JournalistTom Segev (* 1945)

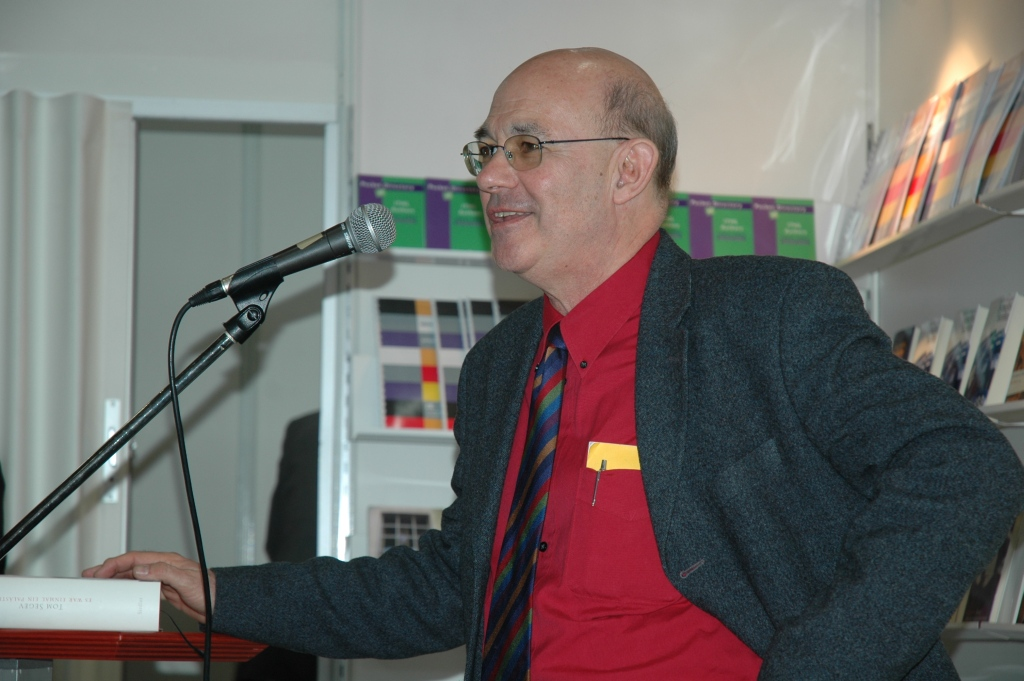
Tom Segev (* 1945)

- Segewitz, Eugen (1885–1952), deutscher Maler

### Segg
- Seggel, Friedrich (1877–1965), deutscher evangelischer Pfarrer
- Seggel, Karl (1837–1909), deutscher Augenarzt und bayerischer Generalarzt
- Seggel, Rolf (1910–1968), deutscher Politiker (FDP), MdBB
- Seggel, Sophie (1875–1961), deutsche Frauenrechtlerin und Kommunalpolitikerin
- Seggelke, Alexander (* 1979), deutscher Basketballspieler
- Seggelke, Herbert (1905–1990), deutscher Herausgeber, Filmregisseur, Filmproduzent, Regisseur, Drehbuchautor und Kameramann
- Seggelke, Ute Karen (* 1940), deutsche Fotografin und Autorin
- Segger, Duncan (* 2001), US-amerikanischer Rennrodler
- Segger, Reinhard (* 1946), deutscher Fußballspieler
- Seggerman, Ryan (* 1999), US-amerikanischer Tennisspieler
- Seggern, Andreas von (* 1967), deutscher Historiker
- Seggern, Hans von (1914–2020), deutscher Pastor, Autor und Offizier
- Seggern, Harm von (* 1964), deutscher Historiker
- Seggern, Hille von (* 1945), deutsche Architektin, Stadtplanerin, Freiraumplanerin und Hochschullehrerin
- Seggern, Kurt von (1911–1966), deutscher Politiker (CDU), MdL
- Seggern, Marie von (1884–1973), deutsche Fürsorgerin und Politikerin (SPD), MdBB
- Seggewiß, Hubert (* 1955), deutscher Kardiologe
- Seggewiß, Kurt (* 1957), deutscher Kommunalpolitiker (SPD)

### Segh
- Seghatchian, Tanya (* 1968), britische Filmproduzentin
- Seghers, Anna (1900–1983), deutsche SchriftstellerinAnna Seghers (1900–1983)

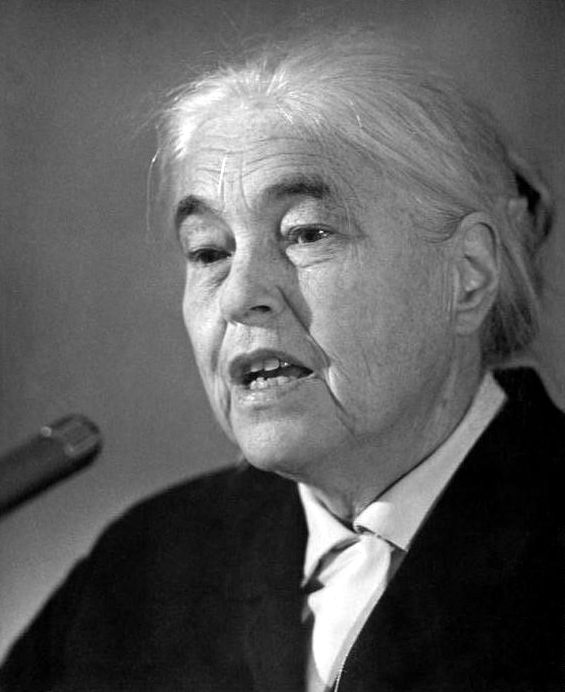
Anna Seghers (1900–1983)

- Seghers, Daniel († 1661), flämischer Maler
- Seghers, Gerard (1591–1651), flämischer Maler
- Seghers, Hercules Pieterszoon, holländischer Maler und Radierer
- Seghers, Jean, belgischer Geher
- Seghers, Pierre (1906–1987), französischer Dichter, Schriftsteller, Verleger und Übersetzer
- Seghezzi, Hans Dieter (1933–2022), deutscher Qualitätsmanager und Hochschullehrer
- Seghi, Celina (1920–2022), italienische Skirennläuferin
- Seghir, Eliesse Ben (* 2005), französisch-marokkanischer Fußballspieler
- Seghir, Sabah (* 2000), französisch-marokkanische Fußballspielerin
- Seghir, Samy (* 1994), französischer Schauspieler
- Seghizzi, Andrea, italienischer Barockmaler und Architekt

### Segi
- Segieth, Paul (1884–1969), deutscher Maler und Zeichner
- Segimer, cheruskischer Stammesfürst
- Segimundus, Sohn des Cheruskerfürsten Segestes und Priester in Köln
- Segin, Wilhelm (1898–1980), deutscher Lehrer, Oberstudienrat, Ausbilder, Historiker, Autor, Kreisheimatpfleger und Heimatgebietsleiter
- Segina, Tatjana Alexandrowna (* 1992), russische Bogenschützin
- Segitz, Johann (1898–1963), deutscher Politiker (SPD), MdB
- Segitz, Martin (1853–1927), deutscher Gewerkschaftsführer und Politiker (SPD), MdR

### Segl
- Segl, Peter (* 1940), deutscher Historiker
- Seglem, Karl (* 1961), norwegischer Musiker
- Segler, Burkhard (* 1951), deutscher Fußballspieler
- Segler, Georg (1906–1978), deutscher Agrarwissenschaftler, Ingenieur, Autor und Erfinder
- Segler, Olga (1881–1961), deutsches MaueropferOlga Segler (1881–1961)

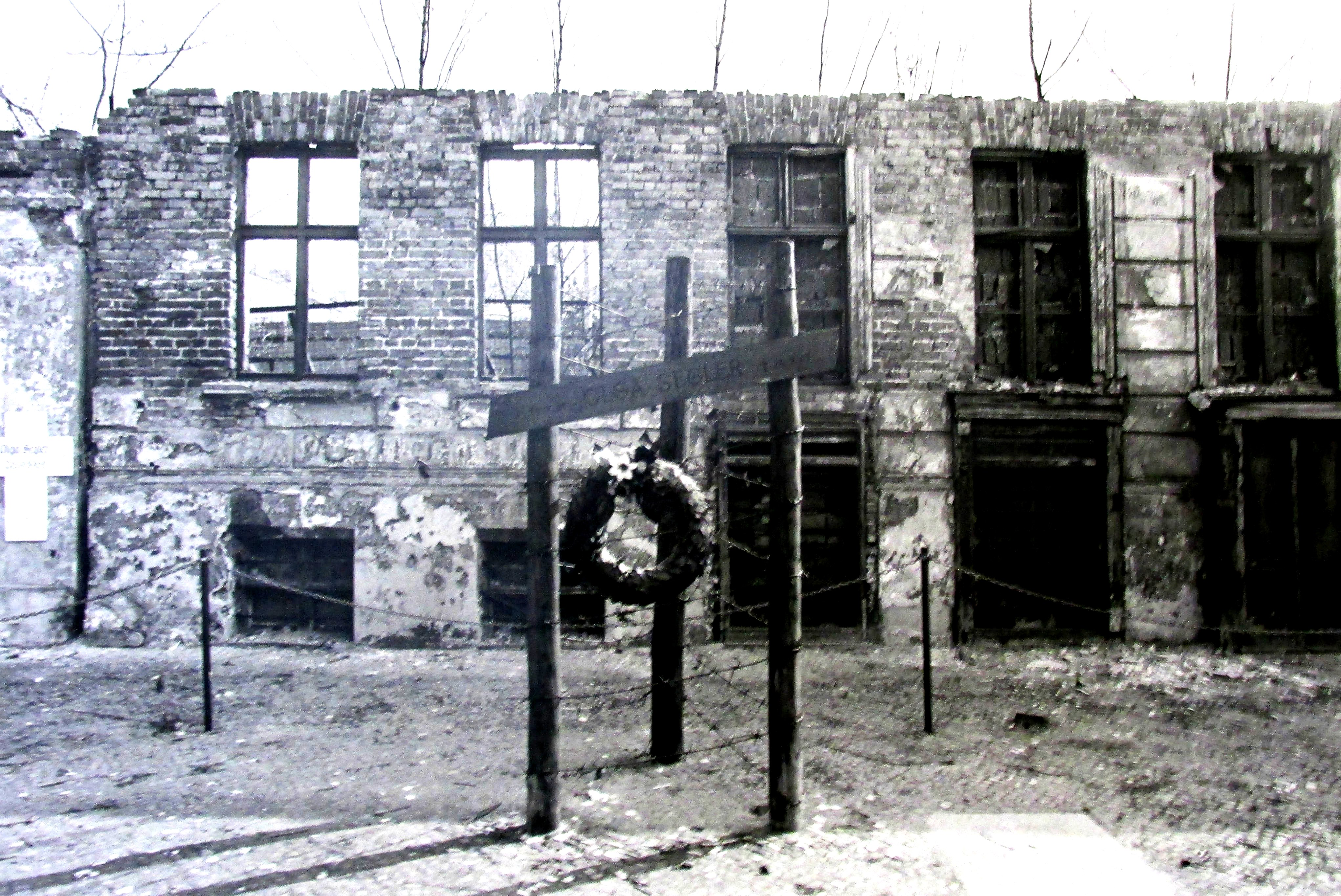
Olga Segler (1881–1961)

- Segler, Peter (* 1964), deutscher Schriftsteller, Herausgeber und Verleger
- Segler-Meßner, Silke (* 1965), deutsche Romanistin
- Segliņa-Krūzkopa, Ieva (* 1990), lettische Theaterschauspielerin
- Seglow, Ilse (1900–1984), deutsch-britische Gruppenanalytikerin

### Segm
- Seğmen, Fatoş (* 1982), türkische Schauspielerin und Model
- Segmüller, Eva (* 1932), Schweizer Politikerin
- Segmüller, Pius (* 1952), Schweizer Kommandant der Schweizergarde (1998–2002)
- Segmüller, Tanja (* 1982), deutsche Pflegewissenschaftlerin

### Segn
- Segna di Bonaventura, italienischer Maler
- Segna, Francesco (1836–1911), italienischer Priester, Kardinal der römisch-katholischen Kirche und Kardinalbibliothekar
- Segna, Ulrich (* 1969), deutscher Rechtswissenschaftler und Hochschullehrer
- Segner, Anton (* 2001), deutscher Rugby-Union-Spieler
- Segner, Johann Andreas von (1704–1777), deutscher Physiker und Mathematiker
- Segner, Klaus (* 1934), deutscher Gebrauchsgrafiker
- Segner, Kurt (* 1946), deutscher Politiker (CDU), MdB
- Segneri, Paolo der Ältere (1624–1694), italienischer Jesuit, Theologe und Volksmissionar
- Segneri, Paolo der Jüngere (1673–1713), italienischer Jesuit und Volksmissionar
- Segni, Antonio (1891–1972), italienischer Politiker, Mitglied der Camera dei deputatiAntonio Segni (1891–1972)

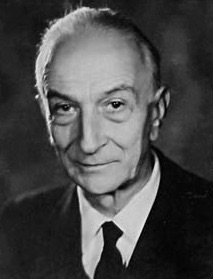
Antonio Segni (1891–1972)

- Segni, Bernardo (1504–1558), italienischer Patrizier, Philosoph, Historiker und Übersetzer
- Segni, Cristina (* 1974), italienische Architektin
- Segni, Mariotto (* 1939), italienischer Politiker, Mitglied der Camera dei deputati, MdEP und Hochschullehrer
- Segni, Ottaviano di Paoli de’ Conti di († 1234), italienischer Kardinal
- Segnini Sequera, Rodrigo (* 1968), venezolanischer Komponist
- Segnini, Vivian (* 1989), brasilianische Tennisspielerin
- Segnitz, Gottfried von (1827–1905), deutscher Botaniker
- Segnitz, Hermann (1923–2006), deutscher Kaufmann und Weinhändler
- Segno, A. Victor (* 1870), US-amerikanischer Mentalist

### Sego
- Šego, Marin (* 1985), kroatischer Handballtorwart
- Ségol, Bernadette (* 1949), französische Gewerkschaftsfunktionärin
- Segond, Louis (1810–1885), Schweizer Theologe
- Segond, Paul Ferdinand (1851–1912), französischer Chirurg
- Segond, Pierre (1913–2000), Schweizer Organist, Pianist und Musikpädagoge
- Segond-Weber, Eugénie (1867–1945), Schauspielerin
- Segondi, Louis (1879–1949), französischer Mittelstreckenläufer
- Segonds, Alain-Philippe (1942–2011), französischer Klassischer Philologe, Philosophie- und Wissenschaftshistoriker sowie Verleger
- Segonzac, Sylvie de, französische Kostümbildnerin
- Segouin, Simone (1925–2023), französische Widerstandskämpferin im Zweiten Weltkrieg
- Segovax, König von Kent
- Segovesus, gallischer Sagenheld
- Segovia, Andrés (1893–1987), spanischer GitarristAndrés Segovia (1893–1987)

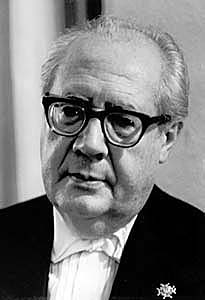
Andrés Segovia (1893–1987)

- Segovia, Daniel (* 1985), spanischer Fußballspieler
- Segovia, Dayana (* 1996), kolumbianische Volleyballspielerin
- Segovia, Glauco (1927–1986), uruguayischer Politiker
- Segovia, Jesús, argentinischer Fußballspieler
- Segovia, José de (* 1982), spanischer Straßenradrennfahrer
- Ségovia, Jules de, spanischer Autorennfahrer

### Segr
- Segraedt, Anastasius von, deutscher Schöffe und Bürgermeister der Reichsstadt Aachen
- Segraedt, Gottschalk von († 1483), deutscher Schöffe und Bürgermeister der Freien Reichsstadt Aachen
- Segraedt, Peter von († 1483), deutscher Schöffe und Bürgermeister der Freien Reichsstadt Aachen
- Segraedt, Statz von († um 1441), deutscher Schöffe und Bürgermeister der Freien Reichsstadt Aachen
- Segraedt, Statz von († um 1460), deutscher Schöffe und Bürgermeister der Freien Reichsstadt Aachen
- Segrave, Henry (1896–1930), britischer Flieger, Rekordfahrer zu Wasser und zu Land sowie Autorennfahrer
- Segrave, John, 4. Baron Segrave (1315–1353), englischer Adliger
- Segrave, Nicholas, 1. Baron Segrave († 1321), englischer Adliger und Militär
- Segrave, Stephen, 3. Baron Segrave († 1325), englischer Adliger und Militär
- Segre Amar, Sion (1910–2003), italienischer Autor
- Segrè Sartorio, Salvatore (1859–1949), italienischer Politiker, Baron, Träger von Verdienstorden
- Segre, Beniamino (1903–1977), italienischer Mathematiker
- Segre, Cesare (1928–2014), italienischer Romanist, Mediävist und Semiotiker
- Segre, Corrado (1863–1924), italienischer Mathematiker
- Segrè, Emilio (1905–1989), US-amerikanischer Physiker
- Segre, Liliana (* 1930), italienische Überlebende des HolocaustLiliana Segre (* 1930)

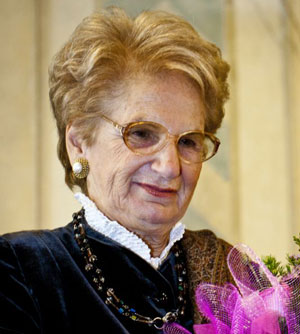
Liliana Segre (* 1930)

- Segre, Luigi (1919–1963), italienischer Fahrzeugdesigner und Ingenieur
- Segre, Mario (1904–1944), italienischer Epigraphiker
- Segre, Vittorio Dan (1922–2014), italienisch-israelischer Diplomat, Journalist und Autor
- Segreff, Udo (* 1973), deutscher Sledge-Eishockeyspieler
- Segrelles, Vicente (* 1940), spanischer Comiczeichner und Autor
- Segretti, Donald (* 1941), US-amerikanischer Rechtsanwalt
- Šegrt, Mirjana (* 1950), jugoslawische Schwimmerin
- Šegrt, Petar (* 1966), kroatischer Fußballtrainer und -funktionär

### Segs
- Segschneider, Ernst Helmut (* 1938), deutscher Volkskundler und Sachbuchautor

### Segt
- Segtrop, Werner (1905–1961), deutscher Schauspieler und Synchronsprecher

### Segu
- Segú, José (1935–2010), spanischer Radrennfahrer
- Seguchi, Takuya (* 1988), japanischer Fußballspieler
- Seguel, Daniela (* 1992), chilenische Tennisspielerin
- Seguer, Josep (1923–2014), spanischer Fußballspieler und -trainer
- Seguí, Ana (1942–2023), spanische Medienkünstlerin
- Seguí, Antonio (1934–2022), argentinischer Maler und Grafiker
- Seguí, Salvador (1886–1923), spanischer Anarchist
- Séguier de La Verrière, Jean-Jacques († 1689), französischer Bischof
- Séguier, Antoine-Louis (1726–1792), französischer Jurist
- Séguier, Jean-François (1703–1784), französischer Botaniker, Historiker und Altertumskundler
- Séguier, Pierre (1588–1672), französischer Politiker, hoher Beamter und Kanzler
- Séguillon, Pierre-Luc (1940–2010), französischer Journalist
- Seguín, Aitor (* 1995), spanischer Fußballspieler
- Séguin, Albert (1891–1948), französischer Turner
- Séguin, Armand (1869–1903), französischer Maler
- Seguin, Armand-Jean-François (1767–1835), französischer Chemiker
- Seguin, Bernard († 1553), französischer Theologe und Märtyrer
- Seguin, Bjorn (* 1990), US-amerikanischer Badmintonspieler
- Séguin, Cédric (* 1973), französischer Säbelfechter
- Séguin, Édouard (1812–1880), französischer Arzt und PädagogeÉdouard Séguin (1812–1880)

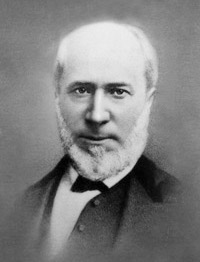
Édouard Séguin (1812–1880)

- Seguin, Edward (1809–1852), US-amerikanischer Opernsänger (Bass) und Impresario
- Seguin, Jean-Marc, französischer Autorennfahrer
- Seguin, Jean-Pierre (1935–2007), französischer Romanist und Sprachwissenschaftler
- Seguin, Louis (1869–1918), französischer Ingenieur und Industrieller
- Seguin, Louis (1929–2008), französischer Filmkritiker und Schriftsteller
- Seguin, Maëlle (* 2004), französische Fußballspielerin
- Seguin, Marc (1786–1875), französischer Ingenieur
- Seguin, Paul (* 1995), deutscher Fußballspieler
- Séguin, Philippe (1943–2010), französischer Politiker, Minister, Präsident der Nationalversammlung, Vorsitzender der gaullistischen Partei und des Rechnungshofes
- Seguin, Tyler (* 1992), kanadischer Eishockeyspieler
- Seguin, Wolfgang (* 1945), deutscher Fußballspieler
- Seguiran, Antoine de, französischer Militär und Enzyklopädist
- Segundo, Compay (1907–2003), kubanischer MusikerCompay Segundo (1907–2003)

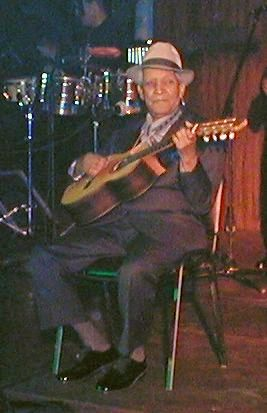
Compay Segundo (1907–2003)

- Segundo, Juan Luis (1925–1996), uruguayischer Ordensgeistlicher, Befreiungstheologe
- Segur, Harvey (* 1942), US-amerikanischer Mathematiker
- Segur, Heinrich (1929–2005), österreichischer Ordensgeistlicher, Leiter des deutschen Dienst von Radio Vatikan und des Wiener Exerzitienreferat
- Ségur, Henri François de (1689–1751), französischer Militärbefehlshaber
- Ségur, Joseph Alexandre de (1756–1805), französischer Schriftsteller, Graf von Segur
- Ségur, Louis-Philippe de (1753–1830), französischer Diplomat und Schriftsteller
- Ségur, Philippe-Henri de (1724–1801), französischer Militärbefehlshaber und Staatsmann; (1780–1787) Kriegsminister; seit 1783 Marschall von Frankreich
- Ségur, Philippe-Paul de (1780–1873), französischer Oberst
- Ségur, Pierre de (1853–1916), französischer Schriftsteller
- Ségur, Sophie de (1799–1874), französische Schriftstellerin russischer Herkunft
- Ségur-Cabanac, Anton (1929–2011), österreichischer Diplomat
- Ségur-Cabanac, August (1881–1931), österreichischer Beamter und Politiker, Landtagsabgeordneter, Abgeordneter zum Nationalrat
- Ségur-Cabanac, August (1922–2011), österreichischer General
- Ségur-Cabanac, Christian (* 1948), österreichischer Militär, Generalleutnant des Österreichischen BundesheeresChristian Ségur-Cabanac (* 1948)

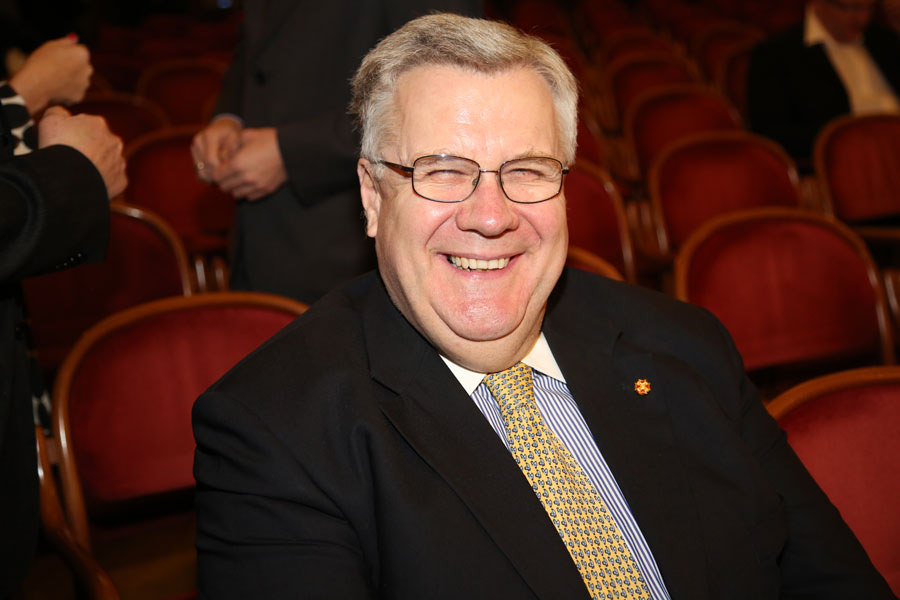
Christian Ségur-Cabanac (* 1948)

- Ségur-Cabanac, Philipp (* 1976), österreichischer Heeresoffizier
- Ségur-Cabanac, René, österreichischer Militär
- Segura Etxezarraga, Joseba (* 1958), spanischer Geistlicher und römisch-katholischer Bischof von Bilbao
- Segura Gutiérrez, Florencio (1912–2000), peruanischer evangelischer Pastor, Lieddichter und Übersetzer
- Segura Pallerés, Maria (* 1992), spanische Volleyballspielerin
- Segura y Sáenz, Pedro (1880–1957), Erzbischof von Sevilla und Kardinal der römisch-katholischen Kirche
- Segura, Ángel, mexikanischer Fußballspieler
- Segura, Antígona (* 1971), mexikanische Physikerin, Astrobiologin und Hochschullehrerin
- Segura, Antonio (1947–2012), spanischer Comicautor
- Segura, Bernardo (* 1970), mexikanischer Leichtathlet
- Segura, Berta (* 2003), spanische Sprinterin
- Ségura, Christophe (* 1974), französischer Snowboarder
- Segura, Ernesto (1914–1972), argentinischer römisch-katholischer Geistlicher, Weihbischof in Buenos Aires
- Segura, Frederick (* 1979), venezolanischer Straßenradrennfahrer
- Segura, Giovanni (* 1982), mexikanischer Boxer im Halbfliegengewicht
- Segura, Juan (1898–1989), mexikanischer Architekt
- Segura, Liliana, US-amerikanische Journalistin
- Ségura, Louis (1889–1963), spanisch-französischer Kunstturner
- Segura, Pancho (1921–2017), ecuadorianisch-amerikanischer Tennisspieler
- Segura, Santiago (* 1965), spanischer Schauspieler, Regisseur, Produzent und DrehbuchautorSantiago Segura (* 1965)

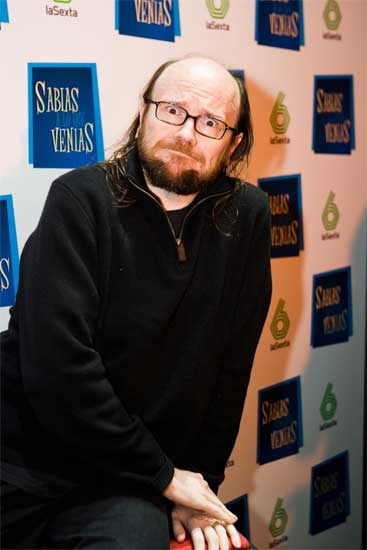
Santiago Segura (* 1965)

- Segura, Silvana (* 1990), peruanische Leichtathletin
- Segura, Tom (* 1979), amerikanischer Stand-up-Comedian, Autor, Schauspieler und PodcasterTom Segura (* 1979)

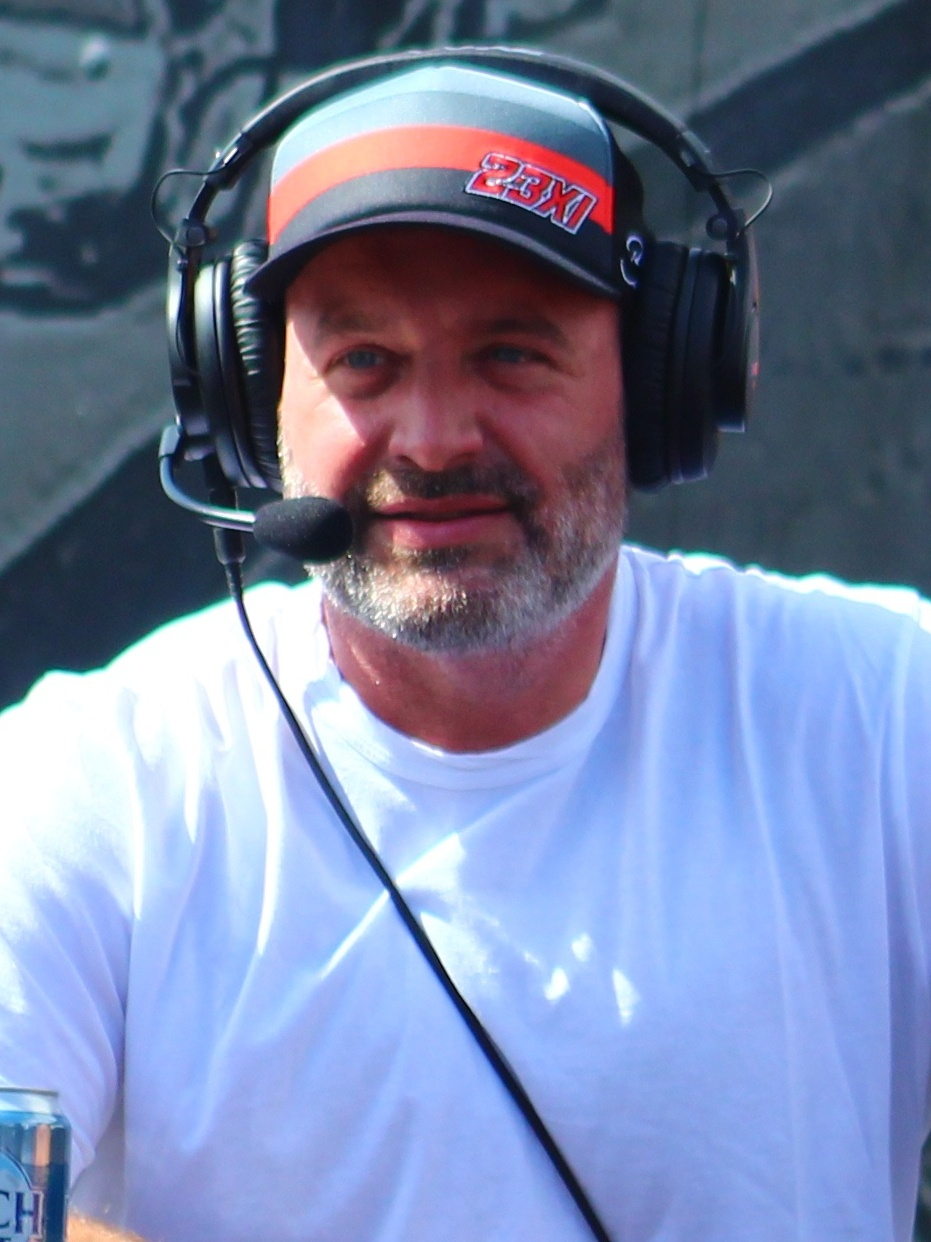
Tom Segura (* 1979)

- Segura, Verónica (* 1973), mexikanische Schauspielerin
- Segura, Vicente Juan (1955–2024), spanischer Geistlicher, römisch-katholischer Weihbischof in Valencia
- Segura, Viviana, ecuadorianische Fußballschiedsrichterassistentin
- Segura-Sampedro, Juan José (* 1985), spanischer Chirurg und Forscher am Hospital Universitario Son Espases
- Segurado, Guillermo (1946–2024), argentinischer Ruderer
- Seguro, António José (* 1962), portugiesischer Politiker, MdEP
- Segurola, Andrés de (1874–1953), spanischer Opernsänger (Bass) und Filmschauspieler
- Séguron, Guillaume (* 1971), französischer Bassist und Komponist des Creative Jazz sowie Bildhauer
- Seguso, Robert (* 1963), US-amerikanischer Tennisspieler
- Séguy, Jean (1914–1973), französischer Romanist und Gaskognist
- Séguy, Jean (1925–2007), französischer Religionssoziologe und Täuferforscher
- Séguy, Joseph (1689–1761), französischer römisch-katholischer Geistlicher, Dichter und Mitglied der Académie française
- Séguy, Pierre (1921–2004), österreichisch-französischer Widerstandskämpfer und Chansonexperte
- Séguy, Raymond Gaston Joseph (1929–2022), französischer Geistlicher, römisch-katholischer Bischof von Autun

### Segv
- Šegvić, Petar (1930–1990), jugoslawischer Ruderer